# رسوم الكهوف

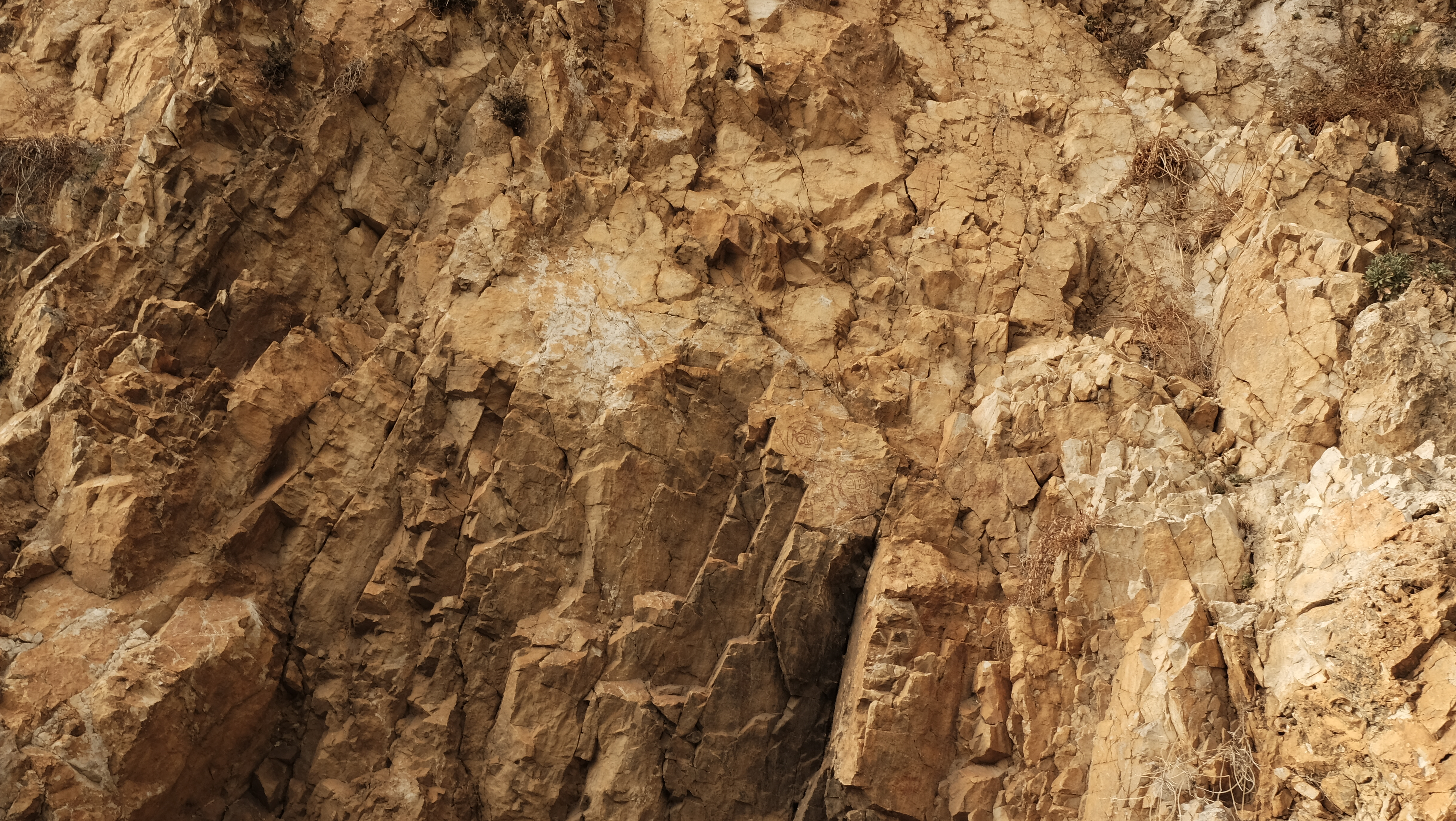
صورة لاحد الكهوف في اوروبا

لوحات الكهوف الموجودة على جدران الكهوف والسقوف، وخصوصًا تلك التي من أصل ما قبل التاريخ. يعود الظهور الأول لمثل هذه الصخور في أوروبا إلى العصر الحجري قبل مايقارب 40 ألف سنة واكتشفت في كهف ال كاستلو في كانتبيرا أسبانيا، ولا يعرف الهدف الرئيسي من رسومات الكهوف، في العصر الحجري تشير الدلائل إلى أنها ليست مجرد ديكور من المناطق التي يعيشون فيها، حيث أن الكهوف التي تم العثورعليها لم يكن لديهم علامات للسكن. كما انها غالبا ماتقع في مناطق من الكهوف لايمكن الوصول اليها بسهولة. بعض النظريات تشير إلى ان التواصل مع الاخرين هو الهدف من رسومات الكهوف، وبعضهم يعزوها لأسباب دينية أو احتفالية.

## تاريخ الاكتشاف
حاليا تم اكتشاف 350 كهفاً في فرنسا وأسبانيا تحتوي على رسومات من عصور ما قبل التاريخ. مبدئياً، لازال عمر هذه الرسومات يمثل إشكالية، بما أن المنهجيات والطرق كالكربون المشع يمكن تضليلها بعينات ملوثة لمواد أقدم أو أحدث، والرسومات الجدارية في الكهوف والمنحدرات الصخرية نجدها متناثرة عادة تحت أنقاض من الكتل الحجرية الصغيرة تكدست لأزمان خلت. ولكن مكنت التطورات اللاحقة اللوحات حتى الآن بأخذ عينات الصباغ نفسه وعلامات الشعلة على الجدران. اختيار موضوع الرسومات يمكن أن يشير أيضاً إلى التسلسل الزمني. فمثلا، حيوان الرنة في الكهف الإسباني (كويفا دي لاس مونداز) يؤرخ للفن ابتداء من أواخر عصر الجليد. أقدم رسومات الكهوف المعروفة وجدت في كهف إل كاستيلو ويقع في شمال أاسبانيا. من المحفزات د -نقطة حمراء باهتة- يقال أنها موجودة منذ أكثر من 40000 سنة. هذا التاريخ يتزامن مع أقرب الأدلة المعروفة لوجود الإنسان العاقل في أوروبا. هذه اللوحات، مع ذلك، يعتقد البعض أنها من أيدي النياندرتال. وهذا بالطبع يؤدي الباحثين إلى إعادة التفكير في ثقافة الإنسان البدائي. ثاني أقدم رسمة كهف معروفة هي شوفيه في فرنسا، والتي قد تكون منذ 35,000 سنة وفقاً لما أرخه الكربون المشع، وتعود إلى 33,000 سنة قبل الميلاد (العصر الحجري القديم). بعض الباحثين يؤمنون بأن الرسومات متقدمة جداً بالنسبة لهذه الحقبة ويشككون في هذا العصر. ومع ذلك، اتخذت تواريخ الكربون المشع أكثر من 80 بحلول عام 2011، مع عينات أخذت من علامات الشعلة واللوحات أنفسهم، وكذلك من عظام الحيوانات والفحم النباتي الموجودة في سقف الكهف. تبين تواريخ الكربون المشع من هذه العينات أن هناك فترتين للتعيين في شوفيه: منذ 35,000 سنة مضت و30،000 سنة. أحد المفاجآت كانت ان الكثير من الرسومات تكرر تعديلها عبرآلاف السنين، وهذا يوضح سبب الالتباس حول الكثير من الرسومات الأفضل حالاً حيث تم تأريخها قبل الرسومات الأبسط في أستراليا، ومع ذلك، فقد تم العثور على رسومات الكهوف القديمة من الحيوانات الضخمة التي كانت معروفة لأكثر من 40,000 سنة، مما يجعل هذه الرسمة أقدم. بينما في فبراير 2012، تم اكتشاف لوحات في أسبانيا ويعتقد أن عمرها أكثر 42000 سنة على أساس التعارف للكربون. قد يعود تأريخ رسومات أخرى لفترة متاخرة مع باكورة العصر البرونزي، إلا أن الطراز المجدلي الخصب والراقي يوجد في لوسكا في فرنسا. 15000 قبل الميلاد والتاميرا (Altamira) في إسبانيا انقرض قبل حوالي 10,000 سنة قبل، بالتزامن مع ظهور العصر الحجري الحديث. بعض الكهوف ربما تكون دهنت على مدى فترات عدة من آلاف السنين.

## السمات والأنماط
أكثر الأفكار المتداولة في رسومات الكهوف هي الحيوانات الوحشية كالثيران والخيل والأرخص(ثور بري أوروبي) والغزلان ونسخ أيدي البشر كما انها تحوي رسومات تجريدية، تسمى أخاديد الاصبع (خطوط رفيعة تتركها الاصابع على الاسطح).كان العثور على هذه الأنواع في معظم الأحيان مناسباً للصيد من قبل البشر، ولكن ليست بالضرورة أن الفريسة الفعلية النموذجية وجدت في الودائع المرتبطة بالعظام، على سبيل المثال رسامو لاسكو تركوا أساسا لعظام الرنة، ولكن هذا النوع لا يظهر على الإطلاق في كهف اللوحات، حيث النوع الفرسي هو الأكثر شيوعا. رسومات البشر نادرة وعادة ماتكون رسومات بيانية تخطيطية غير الرسومات الدقيقة والصور الطبيعية للحيوانات ولهذا تفسير واحد، ربما كان الرسم الواقعي للإنسان محرم طبقا لمحظور ديني قوي.
هي الأصباغ المستخدمة في ذلك أكسيد الرصاص الأصفر والأحمر، الهيماتيت، أكسيد المنغنيز (manganese oxide) والفحم (charcoal). عادة ما تكون رسمة الحيوان الظلية منقوشة على الصخرة اولا، وفي بعض الكهوف جميع أو اغلب الصور منحوته بهذا الطريقة، وهذا مايخرجها من التعريف الصارم لرسومات الكهوف الحيوانات الكبيرة المتشابهة أيضا من الموضوعات الأكثر شيوعا في العديد من المقطوعات والمنقوشات الصغيرة أو العاج، أقل غالباً من الحجر، وقطع تعود إلى الفترات نفسها. ولكن هذه تشمل مجموعة من تماثيل الزهرة، التي ليس لها ما يعادلها في لوحات الكهف.

## النظريات والتفسيرات
فسر هنري بريولي الرسومات بكونها حيلة صيد، والغرض منها زيادة عدد الحيوانات نظرية بديلة، وضعت من قبل ديفيد لويس ويليامز وتستند أساسا على الدراسات الإثنوغرافية للمجتمعات البدائية المعاصرة، وهي أن تلك اللوحات صنعت من قبل شامان العصر الحجري القديم. تتراجع الشامان في ظلام الكهوف، وتدخل في حالة نشوة ومن ثم تطلى صور رؤاها.
حدد ديل جوثري الذي درس كل اللوحات الفنية والإعلامية ومجموعة متنوعة من الفن والتماثيل ذات الجودة الأقل، مجموعة واسعة من المهارات والأعمار بين الفنانين. يفترض أن المواضيع الرئيسية في اللوحات وغيرها من الأعمال الفنية (حيوانات قوية، ومشاهد الصيد المحفوفة بالمخاطر وتمثيل المرأة في التماثيل الزهرة) هي أوهام المراهقين الذكور الذين ساهموا بجزء كبير في عملية الإسكان في ذلك الوقت. بالإضافة لذلك، في تحليل بصمات اليد والإستنسل في الكهوف الفرنسية والإسبانية، اقترح عميد جامعة ولاية بنسلفانيا سنو أن نسبة منهم، بما في ذلك تلك الخيول المرصودة في جميع أنحاء ميرل بيتش، كانت بأيدي إناث.

## أفريقيا
عند أوخلامبا في جنوب أفريقيا / دراكنزبرج بارك، ويعتقد الآن أن يكون منذ حوالي 3,000 سنة، صورت لوحات شعب سان الذين استقروا في المنطقة نحو 8,000 سنة مضت على الحيوانات والبشر، ويعتقد أنها تمثل المعتقدات الدينية. الاشكال البشرية تشيع أكثر في الفنون الصخرية الموجودة في أفريقيا أكثر من أوروبا. ويقدر عمر اللوحات التي عثر عليها في كهف أبولو 11 في ناميبيا حتى الآن 23000 - 25,000 سنة قبل الميلاد. في عام 2002، أكتشف فريق أثري فرنسي في كهف لاس جال لوحات على مشارف هرجيسة في المنطقة الشمالية الغربية من أرض الصومال. تصور اللوح التي يعود تاريخها إلى حوالي 5000 سنة حيوانات برية وأبقار مزينة مع بعضهم البعض، كما أنها تتميز بالرعاة، الذين يعتقد أنهم المبدعين في الفن الصخري. تم العثور على العديد من لوحات الكهوف في طاسيلين عجير الجبال في جنوب شرق الجزائر من قبل اليونسكو للتراث العالمي، كان من أول اكتشافات الفن الصخري في عام 1933 وأثمر منذ 15000 الكثير من النقوش والرسومات التي تحتفظ بسجل لهجرات الحيوانات المختلفة، والتحولات المناخية، وتغير في أنماط الاستيطان البشري في هذا الجزء من الصحراء من 6000 سنة قبل الميلاد إلى الفترة الكلاسيكية في وقت مبكر. وتوجد أيضاً رسومات الكهوف الأخرى في أكاكوس ميساك ستيفات، وتادرارت في ليبيا وغيرها من المناطق بما في ذلك المناطق الصحراوية التي تشمل: جبال آير والنيجر وتيبستي وتشاد.
مغارة كهف السباحين في جنوب غرب مصر بالقرب من الحدود مع ليبيا، في المنطقة الجبلية في هضبة الجلف الكبير من الصحراء الكبرى، وقد اكتشف في شهر أكتوبر من العام 1933 من قبل المسكتشف الهنغاري لازلو الماسي. هذا الكهف يحتوي على رسومات صخرية لناس تمارس السباحة وتشير التقديرات إلى أنه تم انشائها قبل 10,000 سنة مضت في زمن العصر الجليدي الأخير.

## أستراليا
تم العثور على رسومات مهمه مبكراً في كهف كاكادو، أستراليا. أكسيد الرصاص ليس من المواد العضوية، وبالتالي الكربون الذي يرجع تاريخه إلى هذه الصور غالبا ما يكون مستحيلًا. في بعض الأحيان التاريخ التقريبي، أو على الأقل، العصر، يمكن أن يخمن من محتوى اللوحة، والتحف السياقية، أو المواد العضوية عن قصد أو من غير قصد أنها مختلطة مع طلاء أكسيد الرصاص غير العضوي، بما في ذلك سخام الشعلة. أكتشف الأكسيد الأحمر في وسط هضبة أرنهيم لاند قبل نحو عامين مضت ويصور اثنين من الاتحاد الاقتصادي والنقدي مثل الطيور مع أعناقهم الممدودة. وقد تم التعرف عليهم من قبل الحفريات بأنه صوره لـ جنيونس نوع من الكائنات الحيوانية الضخمة. كان من المعتقد أن الطيور العملاقة انقرضت لأكثر من 40,000 سنة مضت ولكن هذا قد يشير إلى أنها كانت موجودة في وقت لاحق من ذلك. جزر وايت ساندي هي أيضًا موطن لعدد من من لوحات الكهف المستغربة. وتعتبر لوحات كهف شعب الملاحة البحرية الناقرو في جزيرة هوك، وأستراليا لافتة للنظر لمحتواها، غير التصويري غير التمثيلي أو المجرد، أهميتهم غامضة.

## أوروبا
من الرسومات الكهفيه المعروفة جدا كهف (لاسكو- فرنسا، كهف بيتش ميريل بالقرب من بلدية فرنسا، كهف في بلدية فرنسا، كهف (شوفيه) بالقرب من بلدية فرنسا، كهف مع مدخل من تحت البحر بالقرب من مرسيليا-فرنسا، كهف في وادي -فرنسا، كهف (ألتميرا بالقرب من بلدة التاريخية-كانتابريا -إسبانيا، كهوف كانتابريا-إسبانيا). تشمل مواقع أخرى صخور كريسويل ونوتنجهامشاير وإنجلترا، (كهف رسومات ونقوش ضعيفة البروز اكتشفت في عام 2003) ووماغورا بلوغراديك وبلغاريا. كما تم تنفيذ اللوحة على وجوه الصخور الهاوية، ولكن القليل منهم الذين نجو بسبب التآكل. الرسوم الصخرية للأستوفانلمي واحدة من الأمثلة المعروفة في منطقة سايما، فنلندا. عندما ألقى مارشيلينو سانز دي ساوتيولا الرسومات المجدلية في كهف ألتميرا، سانتابريا، أسبانيا في عام 1879 للمرة الأولى، اعتبرها الأكاديميون في ذلك الوقت خدع. وقد أظهرت الفحوص الحديثة والاكتشافات الإضافية العديدة صحتها، بينما في الوقت نفسه تحفز الاهتمام بالفن الحجري القديم العلوي للشعوب. يمكن للوحات الكهوف، والتي أجريت مع الأدوات الأكثر بدائية فقط، تقديم معلومات قيمة لثقافة ومعتقدات ذلك العصر.

## الهند
تحمل ملاجئ بيمبتكا الصخرية أقرب أثر للحياة البشرية في الهند وتشير عدد من التحليلات إلى أن بعض هذه الملاجئ سكنت من قبل البشر من 100,000 سنة. .ويعتقد أن أقرب فترة لللوحات على جدران الكهوف فترة الميزوليتي، ويرجع تاريخها إلى 12,000 سنة مضت. اللوحة الأخيرة والتي تتكون من أشكال هندسية، تعود إلى العصور الوسطى. نفذت أساسا في الحمراء والبيضاء مع استخدام عرضية من الأخضر والأصفر، تصور اللوحات حياة وأوقات الشعب الذي عاش في الكهوف، بما في ذلك مشاهد الرقص الطائفي والولادة والشرب، وشعائر الدفن الدينية، فضلا عن السكان الأصليين والحيوانات.

## شمال أمريكا
أنشأ الفنانون الأصليون من بعض القبائل لوحات كهفية تقع اليوم في مقاطعة سانتا باربرا وفينتورا وسان لويس وأوبيسبو في جنوب كاليفورنيا. وهي تتضمن امثلةً تم تنفيذها بشكل جيد في كهف وكهف منتزه الولاية التاريخي. هناك أيضاً أمثلة للرسم التخطيطي الآمريكي الأصلي في كهوف جنوب غرب الولايات المتحدة.

## جنوب أمريكا
في الحديقة الوطنية في شمال شرق البرازيل. تم إنشاء هذه الحديقة لحماية القطع الأثرية ورسومات ما قبل التاريخ التي تم العثور عليها هناك وأصبحت من مواقع التراث العالمي في عام 1991 . وأصبحت مزراً لعلماء الآثار وتعتبر أكثر الاماكن الاثرية شهرة. تقع في جنوب شرق ولاية بياوي بين خطيّ عرض 8 ° 26 '50 و8 ° 54' 23 جنوب وخطيّ طول 42° 19' 47 و42° 45' 51 غرب. وتقع داخل المناطق البلدية وتبلغ مساحتها 1291,4 كيلومتر مربع (319,000 فدان). ويوجد في المنطقة أكبر نقطة تمركز في القارتين الأمريكيتين للمزارع الصغيرة التي يمتد عمرها إلى ما قبل التاريخ وتؤكد الدراسات العلمية على أن سلسلة جبال كابِفاراكانت مأهولة بالسكان بشكل كثيف في فترة ما قبل التاريخ. سويفا دي لاس مانوس (بالأسبانية لـ \\\"كهف الأيدي\\\") هو
كهف يقع في إقليم سانتا كروز، الأرجنتين, 163 ك.م (101ميل) جنوب بلدة بيريتو مورينو، ضمن حدود الحديقة الوطنية فرانسيسكو ب. مورينو، والتي تضم العديد من المواقع ذات الأهمية الأثرية والحجرية. صور الأيدي غالباً ماتكون سلبية (الاستنساخ) بالإضافة إلى هؤلاء، هناك أيضاً رسوم لمخلوقات بشرية، حيوانات الغَوْناق، الريا، القطط، وحيوانات أخرى، إضافة إلى أشكال هندسية، خطوط متعرجة، تمثيل للشمس، ومشاهد الصيد. رسومات مشابهة، لكنها أصغر حجماً، قد توجد في كهوف مجاورة. هناك أيضاً نقاط حمر على الأسقف، ربما تكون مصنوعة نتيجة قذفهم لكرات الصيد المغمورة بالحبر للأعلى. تختلف ألوان اللوحات من الأحمر (مصنوعة من حجر الدم) إلى الأبيض والأسود أو الأصفر، الانطباع السلبي للأيدي قد حسب تاريخه ليكون 550 سنة تقريباً قبل الميلاد، الانطباع الإيجابي من 180 سنة قبل الميلاد، أما رسومات الصيد فأكبر من 10,000 سنة. أكثر الأيدي أيدي يسارية، مما يوحي أن الرسامين قد أمسكوا أنبوب الرش باليد البارعة. أحجام الأيدي تشابه يد طفل الثالثة عشر، لكن إذا أخذنا بعين الاعتبار أنهم ربما كانوا أصغر حجماً، من المخمّن أنهم كانوا أكبر بسنين قليلة، وعلّموا تقدمهم في الرجولة عن طريق ختم أيديهم على جدران هذا الكهف المقدس.

## جنوب شرق آسيا
توجد رسمات الصخور في الكهوف في تايلند وماليزيا وأندونيسيا وبورما. الكهوف والمنحدرات في تايلند الممتدة على طول الحدود التايلندية البورمية تحتوي على معارض رسوم صخرية، وفي بيتشابون بالمنطقة الوسطى التايلندية وأيضاً على نهر ميكونق الواقع في إقليم ناكورن ساوان. وفي ماليزيا تتواجد أقدم الرسومات في قوا تامبون ببيراك والتي تُقدّر زمنياً بألفي عام مضت، وأيضاً تلك المتواجدة بحديقة كهوف نيا الوطنية تُقدّر بألف ومئتان عام. زار العالم في علم الإنسان نورمان ايفانز ماليزيا في بدايات 1920 ووجد ان بعض القبائل مازالت تنتج رسومات الكهوف وأضافت أيضاً تصويراً للأجسام الحديثة بما في ذلك ما يعتقد انه سيارة. شاهد ماليزيا قبل التاريخ قي اندونوسيا، الكهوف في ماروس في سولاويسي مشهورة برسومات الأيدي، أيضاً قد وُجِدوا مؤخراً في 38 من الكهوف المرسوم فيها في منطقة سانجكوليرانج في كاليمانتان. كهوف في بورما عمرها 11,000 عاما تحتوي على رسومات والعديد من صور ألادوات الصخرية.